# Tamariz de Campos
Tamariz de Campos ist eine nordspanischer Ort und Hauptort einer Gemeinde (municipio) mit 84 Einwohnern (Stand: 2024) in der Provinz Palencia der Autonomen Gemeinschaft Kastilien-León.

## Lage
Der Ort Tamariz de Campos liegt am Río Sequillo in der kastilischen Hochebene (Tierra de Campos) in einer Höhe von etwa 750 m ü. d. M. Die Provinzhauptstadt Valladolid befindet sich knapp 54 km (Fahrtstrecke) südöstlich; Palencia, die Hauptstadt der Nachbarprovinz ist ca. 55 km in östlicher Richtung entfernt. Das Klima im Winter ist durchaus kalt, im Sommer dagegen warm bis heiß; die spärlichen Regenfälle (ca. 435 mm/Jahr) fallen verteilt übers ganze Jahr.

## Bevölkerungsentwicklung
| Jahr      | 1842  | 1900 | 1950 | 2000 | 2016 |
| Einwohner | k. A. | 563  | 539  | 97   | 61   |

Der dramatische Bevölkerungsrückgang in der zweiten Hälfte des 20. Jahrhunderts hängt im Wesentlichen mit der Mechanisierung der Landwirtschaft und dem damit einhergehenden Verlust an Arbeitsplätzen zusammen.

## Wirtschaft
Die Landwirtschaft spielte seit jeher die wichtigste Rolle für die Bevölkerung in der Comarca Tierra de Campos, doch bereits im Mittelalter entwickelten sich auch Handwerk und Handel, die jedoch mittlerweile wieder verschwunden sind. Seit dem 19. Jahrhundert durchquert der Canal de Castilla den Süden des Gemeindegebiets.

## Geschichte
In vorrömischer Zeit gehörte die Region zum Siedlungsgebiet des keltischen Volksstamms der Vaccäer; später kamen Römer und Westgoten, die jedoch in dem riesigen Gebiet kaum Spuren hinterließen. Im 8. Jahrhundert wurde das Gebiet von den Mauren überrannt, doch bereits im 9. Jahrhundert eroberten asturisch-leonesische Heere die Gebiete nördlich des Duero zurück (reconquista). Ende des 10. Jahrhunderts machte der maurische Heerführer Almansor die christlichen Erfolge vorübergehend wieder zunichte, aber im 11. Jahrhundert dehnte das Königreich León sein Herrschaftsgebiet erneut bis zur Duero-Grenze aus. Nach vorangegangenen Versuchen vereinigte sich León im Jahr 1230 endgültig mit dem Königreich Kastilien. Seine Blütezeit erlebte der Ort im ausgehenden Mittelalter und in der frühen Neuzeit.

## Sehenswürdigkeiten

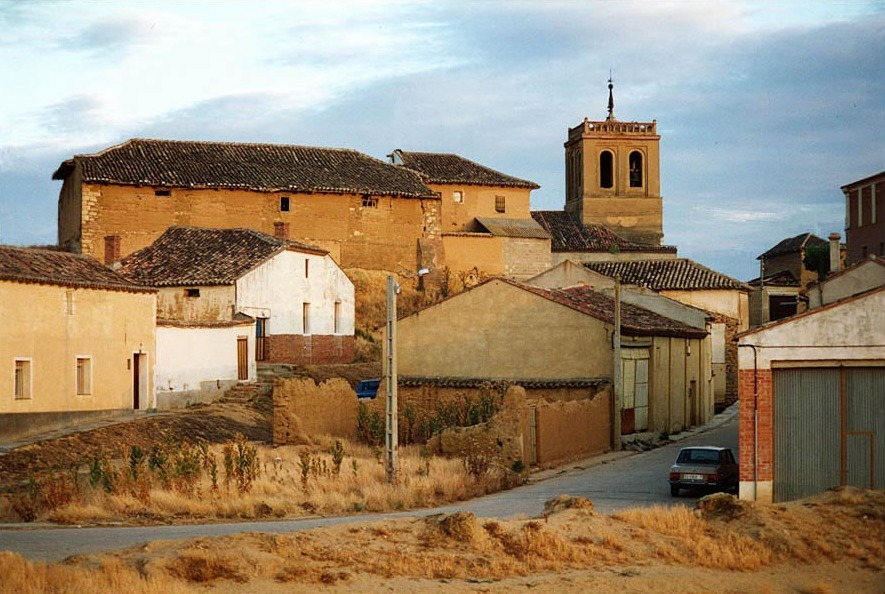
Ort mit Kirche San Pedro

- Die ganz aus Ziegelsteinen über einer älteren romanischen Kirche erbaute Pfarrkirche Iglesia de San Pedro stammt aus der Mitte des 17. Jahrhunderts. Im Innern befinden sich mehrere geschnitzte Barockaltäre und Prozessionskreuze.
- Von der Iglesia de San Juan stehen noch die mittelalterliche Turmruine und ein sehenswertes Renaissanceportal.
- Schönstes Bauwerk der Stadt ist das Rathaus, welches in einem Palast aus dem 16. Jahrhundert untergebracht ist.

Umgebung
- In der Umgebung des Ortes stehen zwei Einsiedlerkirchen aus dem 17. oder 18. Jahrhundert (Ermita de Nuestra Señora Virgen del Castillo und Ermita Virgen del Castillo ).
- An einer Schleuse am Canal de Castilla erhebt sich die grandiose Ruine einer Getreidemühle aus dem 19. Jahrhundert.